# Pestalotiopsis leucothoës
Pestalotiopsis leucothoës är en svampart som först beskrevs av R.P. White, och fick sitt nu gällande namn av Steyaert 1949. Pestalotiopsis leucothoës ingår i släktet Pestalotiopsis och familjen Amphisphaeriaceae.   Inga underarter finns listade i Catalogue of Life.